# Tarenna polycarpa
Tarenna polycarpa là một loài thực vật có hoa trong họ Thiến thảo. Loài này được (Miq.) Koord. & Valeton miêu tả khoa học đầu tiên năm 1912.